# جوي لاموتا
جوي لاموتا (بالإنجليزية: Joey LaMotta)‏ مواليد 27 أبريل 1925 في ذا برونكس - الوفاة 29 ديسمبر 1991، كان ملاكم أمريكي سابق صنّف ضمن فئة الوزن المتوسط.

## إحصائيات
خاض خلال مسيرته 39 نزالا، فاز في 32 وتعادل في 2 وخسر في 5. فاز بالضربة القاضية في 22 نزالا.

## روابط خارجية
- جوي لاموتا على موقع بوكس ريك (الإنجليزية) (registration required)